# 症状チェッカー
症状チェッカー（英: Symptom Checker）とは、一般の人が使用できる模擬自動診断ツールの一種である。いくつかの症状や性別、年齢などの項目を入力することで、病気や緊急度、行くべき診療科などの情報が分かる。

## 概要
インターネット上には数多くの症状チェッカーが存在し、「症状を入力することで可能性のある病気が表示される」という特徴は共通しているが、それぞれ入力項目や用途に違いがある。入力する際に検索ボックスに自分で症状を入力すると候補の症状があらわれるものや、症状の選択肢から選ぶもの、人の体の図を使って症状を選べるものがある。
また可能性のある病気の中で、緊急性が高い病気に関しては見分けることができる仕様になっているものもある。

## 診断の精度
2015年にBritish Medical journalという医療分野での主要誌に載ったNCBI論文では、23個のオンライン症状チェッカーについて、その精度が調べられた。症状チェッカーが挙げた1番目の病気が正解である確率は34%、上位20の病気に正解が含まれている確率は58%、緊急度の判定の精度は57%であった。
その研究で精度が高いとされた症状チェッカーを列挙する。
症状チェッカーが挙げた1番目の病気が正解である確率が高かったのは、
1. DocResponse：50%
2. Family Doctor：47%
3. Isabel：44%

上位20の病気に正解が含まれている確率が高かったのは、
1. Isabel：84%
2. iTriage：77%
3. Mayo Clinic, Symcat：76%

実際の医師も診断を間違うことは多く、診察を重ねるごとに正しい診断に近づいたり、セカンドオピニオンも含めて他の医師の意見を参考に診断を修正することがある。これらの症状チェッカーは100%正しい答えを提供してくれるわけではないが、参考にはなる。

## 国内の症状チェッカー
日本では、症状チェッカーの分野は遅れている。外国に比べると、軽い症状でも気軽にクリニックを受診できて、しかも患者が支払う医療費が安いことが関係している。
2015年にアイセイ薬局が、受診科判定アプリ「SearchDr.」をリリースした。症状を入力して、いくつかの簡単な質問に答えることで、自分に適した診療科が表示される。また、そのまま医療機関や疑いのある病気を調べることができる。
同年には、株式会社メドレーが「症状チェッカー」をリリースした。症状を入力すると、関連性の高い病気が表示される。他の症状や性別、年齢も入力できて、簡単な問診に答えるとさらに病気が絞られる。

## 世界の症状チェッカー
世界には数多くの症状チェッカーが存在する。症状チェッカーが出始めた頃は精度も良くなかったが、2000年代初めにIsabelが6000以上の病気のデータベースを有する症状チェッカーをリリースし、その後各々の症状チェッカーの精度も上がってきている。
有名なものとしては、Doc Response、Web MD、Mayo Clinic、Symcat、iTrage、Early Docなどがweb上で無料で使える症状チェッカーを公開している。
それぞれの国で、医療費が高い、軽い症状でもクリニックで受診できるまでに1週間以上かかる、医療保険を使って行くことが出来る医療機関が限られているといった事情があり、症状チェッカーのようなツールへの需要が高い。